# Zygoptera
Os Zygoptera são insetos da ordem Odonata conhecidos como donzelinhas e alfinete. Quando pousados mantêm as asas juntas e paralelas ao comprimento do corpo, diferente das libélulas, que as mantêm perpendiculares ao corpo. As donzelinhas têm os dois pares de asas bastante semelhantes, ambos com a base estreitada, seus olhos são separados e seu corpo é mais delicado que o das libélulas.

## Classificação
Os Zygoptera são um grupo antigo, com fósseis conhecidos do Permiano mais baixo, há pelo menos 250 milhões de anos. Todos os fósseis dessa idade são de adultos, semelhantes em estrutura às libelinhas modernas, de modo que não se sabe se suas larvas eram aquáticas na época. Os fósseis de odonatos larvares mais antigos são do Mesozóico.